# Толыч
Толыч (Затолыч, Талыча, Толыч, Тялыч, Толоч) — река в России, протекает в промзоне г. Березники Пермского края. Исток реки находится в 500 м восточнее центральной проходной березниковского филиала ПАО «Корпорация ВСМПО-АВИСМА». Длина реки составляет 13 км, площадь водосборного бассейна 36,1 км². Толыч впадает в Каму в районе бывшей церкви села Лёнва.
Река сильно загрязнена, так как протекает через территорию «Ависмы», ТЭЦ-2, «Бератона», азотного и содового заводов.

## Данные водного реестра
По данным государственного водного реестра России относится к Камскому бассейновому округу, водохозяйственный участок реки — Кама от водомерного поста у села Бондюг до города Березники, речной подбассейн реки — бассейны притоков Камы до впадения Белой. Речной бассейн реки — Кама.
Код объекта в государственном водном реестре — 10010100212111100006932.

## Документы
И всего Усоликамские, на посаде, и на речке на Зырянке тридцать семь варниц, а оброку с них девяносто три рубли, да пошлин с оброку четыре рубли двадцать один алтын четыре деньги, с рубля по десяти денег, да за намесничью соль, за семь сот за сорок пуд, тридцать семь рублев, по усольской цене, за пуд по десяти денег, да к варничному ж промыслу, на речке на Зырянке, двор московскаго жильца Богдана Левашова, что он купил с варницею вместе у Ивана Порыгина; да к тому ж двору, для варничнаго промысла, пожни: пожня Габовская, на волоке, пожня Мартемьяновская, да пожня за речкою за Зырянкою, с верхняго конца, да пожня Половниковская, вверх ниже Толыча; да для тогож, солянаго промысла, купил у Богдана, в 132 году, у Зырянских крестьян, сенные ж покосы, смежно с Зырянскою волостью, да с погостом Пыскорскаго монастыря, землями; а межа тем пожням учинена по купчей Ивана Порыгина; сенным покосам — пожню на Чабовском волоку, до пожню Мартемьяновскую, с верхняго конца речки Зырянки, с зырянским крестьянином, с Огафоном Кормильцевым, а кругом, тех пожен, речка Зырянка, а третью пожню, что за речкою Зырянкою, межа с верхняго конца от Толыча, с Ваською Остафьевым с братиею, а нижнего конца с Осипом Кормильцевым, а четвертой пожне, что вверх по Толыче половниковской, с Якушком Половниковым, а нижнего конца речки Толыча с Огафонком Кормильцевым, да и сады на плодбища, в низ по Зырянке…. пожни, а от…. пожни в низ по Зырянке до Веретеино новой чисти до ручья, да по купчей зырянских крестьян, Олешки Борисова, да Федотка, да Васьки, да Онтонка, да Давыдка, да Петрушки Остафьевых детей Борисова, пожню, что по нижнюю сторону речки Толыча, межа с верхнюю сторону, с Осипком Кормильцевым по Толыче, в верху по Толычу и по речке по Зырянке его же, Богданова; пожни Левашова по старым межам и с причистьми. да по купчей зырянских крестьян Осипа, да Огафона Ивановых детей Кормильцова, пожню, что с усть-Толыча и до верх Толыча, по левой стороне, межа с ним же, Богданом Левашовым, а по правую сторону межа до родника до Чертана, а от…. Пыскорскаго монастыря; вотчины его, Богдановым пожням межа кочеватая.
Соликамские Писцовые книги письма и меры Михаила Кайсарова 1623—1624 г.